# Brooks Curry
Pour les articles homonymes, voir Curry (homonymie).
Brooks Curry est un nageur américain né le 20 janvier 2001 à Dunwoody, en Géorgie. Il a remporté la médaille d'or du relais 4 × 100 m nage libre masculin aux Jeux olympiques d'été de 2020 à Tokyo. He was the NCAA Champion in 2022 for the 50 yard freestyle.

## Palmarès

### Championnats du monde en grand bassin
- Championnats du monde 2022 à Budapest
  -  Médaille d'or au relais 4 × 100 m nage libre
  -  Médaille d'argent au relais 4 × 100 m quatre nages (participe uniquement aux séries)
  -  Médaille de bronze au relais 4 × 100 m nage libre mixte